# Klaus Darga

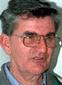
Klaus Darga

Klaus Darga (Berlijn, 24 februari 1934) is een Duitse schaker en voormalig bondscoach van de Duitse Schaakbond.
In 1955 en 1961 was hij kampioen van Duitsland en in 1964 werd hij internationaal grootmeester FIDE. In een sterk toernooi in Winnipeg eindigde hij voor Boris Spasski en Paul Keres. Hij speelde ook een paar keer in de Olympiade. In het Amburgo-toernooi in 1955 werd hij tweede, Vasja Pirc eindigde op de derde plaats. In Bordeaux 1965 werd Klaus eerste.